# Голос России (газета, Германия)
«Голос России» — русская эмигрантская газета, выходившая в Берлине в 1919—1922 гг.

## История
Издатель газеты — товарищество «Голос России».
В 1919 году имела подзаголовок «Орган независимой русской политической мысли», с 1919 по 1921: «Орган русской демократической мысли», с 1921 до закрытия в 1922 выходила без подзаголовка. Газета провозглашала себя «органом русской демократической мысли». Основное внимание было приковано к событиям в России, охваченной гражданской войной.
Редакторы газеты: Г. А. Шумахер (28 февраля 1919 — 27 января 1921), С. Я. Шклявер (27 января — 12 марта 1921), В. П. Крымов (13 марта — 4 августа 1921), С. Л. Поляков-Литовцев и Л. М. Неманов (5 августа 1921 — 21 февраля 1922), Н. Н. Мартьянов (22 февраля — 15 октября 1922).
Среди наиболее известных авторов, сотрудничавших в газете, были В. М. Чернов, Марина Цветаева, Андрей Белый и др.